# Премијер Онтарија
Премијер Онтарија (енгл. Premier of Ontario; фр. Premier ministre de l'Ontario) предсједник је Извршног вијећа Онтарија. Тренутни премијер је Даг Форд.
Премијера на дужност формално поставља гувернер Онтарија, а најчешће је то вођа странке која у Законодавној скупштини Онтарија држи парламентарну већину.
Премијер са најдужим стажом у историји Онтарија је био сер Оливер Моват, који је био премијер од 1872. до 1896. године. Први онтаријски премијер је био Џон Сендфилд Макдоналд.